# Gerhard Rentzsch
Gerhard Rentzsch (* 24. April 1926 in Leipzig; † 1. Juni 2003 in Berlin) war ein deutscher Dramaturg und Hörspielautor. Er gilt als der Nestor des DDR-Hörspiels.

Gerhard Rentzsch in einem Porträtfoto (vermutlich Mitte der 60er Jahre) aus seinem privaten Nachlass.

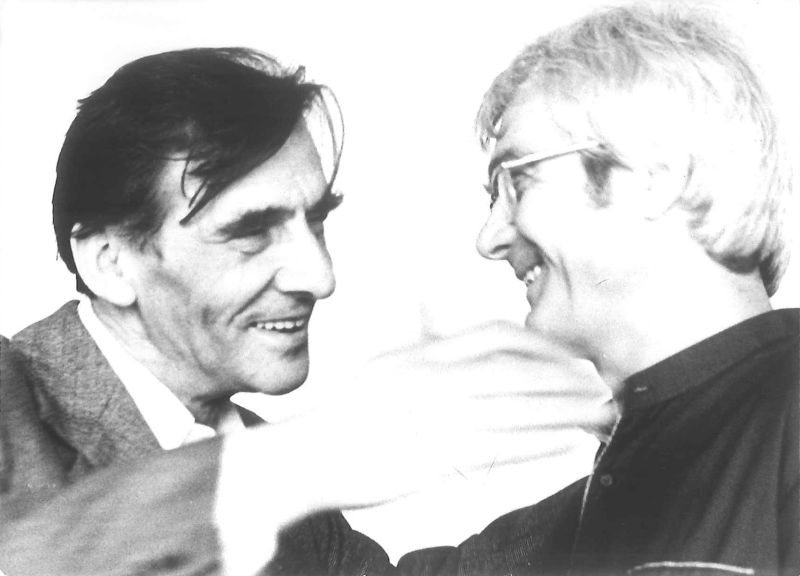
Gerhard Rentzsch (links) mit seinem Hörspiel-Dramaturgen-Kollegen Siegfried Pfaff im Funkhaus Nalepastraße.

## Leben und Wirken
Gerhard Rentzsch wurde am Sonnabend, dem 24. April 1926 in Leipzig als Sohn eines Milchfahrers geboren, lernte Tischler und später Schlosser in der Werkzeug-Maschinenfabrik Pittler AG und nahm 1941 ein Studium an der Ingenieurschule Leipzig auf, aus dem heraus er 1943, ein halbes Jahr vor Abschluss zur Kriegsmarine einberufen wurde. Nach dem Zweiten Weltkrieg und britischer Gefangenschaft besuchte Gerhard Rentzsch von 1946 bis 1947 die Buchhändlerlehranstalt und danach das Lehrerbildungsinstitut seiner Heimatstadt.
Im Juni 1948 wurde er, als junger Autor auffällig geworden, in die Literaturabteilung des Senders Leipzig gebeten, hier arbeitete er mit Heinz Rusch, Georg Maurer und Hildegard Maria Rauchfuß zusammen. Im Jahre 1951 wechselte er auf Bitten des damaligen Hörspiel-Chefdramaturgen Gerhard W. Menzel in die Hörspielabteilung über.
Als die Staatsführung der DDR ein „Staatliches Komitee für Rundfunk“ in Berlin einrichtete, ging Rentzsch 1952 in die Hauptstadt und wurde 1957 Chefdramaturg in der zentralen Hörspielabteilung. Nach dem 11. Plenum des ZK der SED im Dezember 1965 wurde Gerhard Rentzsch 1966 aus politischen Gründen als Chefdramaturg abgelöst, arbeitete jedoch bis 1990 weiter als Dramaturg in der Hörspielabteilung. Zusammen mit dem Autor Hans Siebe etablierte er die langjährige Kriminalhörspielreihe der Hans-Siebe-Krimis. 1990 bis 1991 war er Redakteur und Anreger der Sendereihe Liebes Volk! bei Sachsen Radio in Leipzig.
In seinem Wirken als Autor und Dramaturg für geschichtenerzählende, handwerklich gut gearbeitete Stücke gilt Gerhard Rentzsch als Nestor und „Doyen“ des DDR-Hörspiels, der seinen Grundsätzen auch in den Arbeiten der 1990er Jahre treu geblieben ist.
Gerhard Rentzsch war seit 1952 mit der ebenfalls aus Leipzig stammenden Rundfunksprecherin Vera Fritzsche (24.7.1927–20.7.2024) verheiratet. Aus der Ehe sind die Zwillinge Maria und Anne (* 1960) hervorgegangen. Er starb 77-jährig am 1. Juni 2003 in Berlin.

## Hörspiele (Auswahl)
Rundfunk der DDR
- Die Bahn vom Skutari-See (1950)
- Douglas Natherlee (1950)
- Ein Schiff fährt nach Marseille (1951)
- Wir aus Hamburg (1951)
- Ol’ Man River (1952)
- Kachibo (1954)
- Leuchtfeuer von: Robert Ardrey: – Regie (1956)
- Valdosta Lake (1957)
- Der Weihnachtsmann lebt hinterm Mond – Autor gemeinsam mit: Walter Karl Schweickert – Regie: Herwart Grosse (Kinderhörspiel – Berliner Rundfunk – 1957)
- Die Straße des Soldaten (1957)
- Der Fall van der Lubbe – Autor gemeinsam mit: Karl Wagert: – Regie: Erich-Alexander Winds (Berliner Rundfunk – 1958)
- Der Portier (1959)
- Altweibersommer (1960[11], als nicht fertiggestellter DEFA-Spielfilm 1961/62,[12] ebenfalls in einer Hörspiel-Koproduktion BR/hr 1965 vorliegend[13], sowie als Schauspiel 1969) und als Hörspiel: Regie: Hans Knötzsch
- Nachtzug – Regie: Edgar Kaufmann (1962)[14]
- Geschichte eines Mantels (1963[15], als Fernsehspiel unter dem Titel Das Rad, 1979)
- Mein Vater Eddie (1966[16], als Fernsehspiel 1968)
- 1968: Am Brunnen vor dem Tore
- 1970: Ève Curie: Meine Mutter, Madame Curie (Dramaturgie) – Regie: Flora Hoffmann (Hörspielbearbeitung)
- Das Amulett (Hörspielroman, 6 Teile) – Regie: Wolf-Dieter Panse, 1971 als Fernsehfilm unter dem Titel Aller Liebe Anfang (1972)
- Das wirkliche Blau (nach Anna Seghers) (1974)
- Der Nachlaß – Regie: Joachim Staritz (1975), als Fernsehspiel 1978
- Taschenspiele (nach Karel Capek) (1977)
- Walter Mittys Geheimleben (nach James Thurber) (1977)
- Der Almanach (1978) – Regie: Walter Niklaus
- Zwei auf einem Dach (zusammen mit Heinz Pech, 1979)
- Das war – das ist Hörspiel; Zeugen und Zeugnisse aus drei Jahrzehnten, Acht Folgen, Manuskript der Folgen 1–4 (1979)
- Der Haken (1980)[17] – Regie: Barbara Plensat, als Fernsehspiel 1985
- Der Zweite von links (1982)
- Feuersteine (zusammen mit Hans Siebe, 1985)
- Bienchens Verwandte (1985)[18]
- Darf ich wieder zu Napoleon? Nachmittagsplaudereien auf Sankt Helena (1985) – Regie: Joachim Staritz
- Augenblickchen (1989)
- Augenblickchen II (Funkhaus Berlin 1990)[19]
- Augenblickchen III (Funkhaus Berlin 1991)
- Billard (nach Wladimir Gubarew, Sachsen Radio 1991)
- Traudel und Luise (Funkhaus Berlin / SachsenRadio / BR 1991)

ARD und DeutschlandRadio
- Augenblickchen IV (DS-Kultur/BR 1992)
- Schdille bisde (nach Fitzgerald Kusz, MDR 1992)
- Die Außenstelle (nach Ádám Bodor, Regie: Peter Groeger, MDR/ORF 1993)
  - Auszeichnung: Hörspiel des Monats Juni 1993
- Das Leben des Brian Piltchard (DLR 1994)
- Noch einmal: Traudel und Luise – Drei Jahre später (DLR 1995)
- Bauern, Bonzen, Bomben (nach Hans Fallada in 15 Folgen, MDR 1997)
- Augenblickchen V (MDR 1998)
- Augenblickchen VI (MDR 2001)
- Augenblickchen VII – Szenen aus deutschen Landen, posthume Kompilation: (Rundfunk der DDR 1989 / Funkhaus Berlin 1990 / 1991 / DS-Kultur / BR 1992 / MDR 1998 / 2001 / 2010)[20]

## Fernsehen (Auswahl)
- Der Pförtner / Das Hündchen zusammen mit W.K. Schweikert und W. Stemmler (1953)
- Ein Hoch dem Silberpaar (1954)
- Sekondeleutnant Saber nach J. Tynchanow (1956)
- Mein Vater Eddi (1968)
- Aller Liebe Anfang (1973)
- Graureiher (1977)
- Der Stein (1977)
- Fahrspuren (1977), 54. Folge aus der Reihe Der Staatsanwalt hat das Wort
- Der Nachlaß (1978)
- Jugendweihe (1978)
- Das Rad (1979)
- Am grauen Strand, am grauen Meer (nach Theodor Storms Novelle Hans und Heinz Kirch, 1980
- Der Schimmelreiter nach Theodor Storm)
- Der Haken (1985)
- Sidonies Bilder (1987)
- Immensee nach Theodor Storm 1989, alles Produktionen DFF bzw. Fernsehen der DDR.[21]

## Hörfunk-Feature (Auswahl)
- Du, mein liebes Volk! (Sachsen Radio 1991)
- 152 (MDR 1993)
- Sie haben Ragtime gespielt – Die Titanic-Legende (MDR 1997, auch als Hörbuch D>A<V 2000, ISBN 978-3-89813-079-0)

## Buchpublikationen (Auswahl)
- Das kleine Hörspielbuch. Henschelverlag, Berlin 1960.
- Dialoge. Hrsg. zusammen mit Klaus Helbig. Henschelverlag, Berlin 1966.
- Der Almanach und andere Geschichten fürs Radio, enthaltend: Der Almanach, Der Stein, Jugendweihe, Am Brunnen vor dem Tore und Der Nachlaß. Henschelverlag, Berlin 1980.
- Liebes Volk ! Redezeit für Radiohörer. (zus. m. Ulrich Griebel) Dokumentation einer Sendereihe von SachsenRadio und MDR Kultur 1990–1994, MDR 1995, ISBN 978-3-9804773-0-7.

## Tonträger
- Sie haben Ragtime gespielt – Die Titanic-Legende, Feature, CD, MDR 1997/D>A<V 2000, ISBN 978-3-89813-079-0
- Bauern, Bonzen, Bomben, Hörspielbearbeitung nach Hans Fallada in 15 Folgen, MDR 1997 / Osterwoldaudio, Hamburg 2012, ISBN 978-3-86952-123-7
- Das Amulett (Hörspielroman, 6 Teile), Hörspiel, 466 min, Pidax Hörspiel-Klassiker, mp3CD, Rundfunk der DDR 1972 / Pidax Film- und Hörspielverlag (Alive AG) 2018

## DVDs
- Fahrspuren, Fernsehen der DDR 1977, 54. Folge aus der Reihe Der Staatsanwalt hat das Wort, Der Staatsanwalt hat das Wort – Box 4 1977–1978, 4 DVDs, Icestorm 2013
- Jugendweihe, Fernsehen der DDR 1978 / Studio Hamburg Enterprises 2017
- Am grauen Strand, am grauen Meer nach Theodor Storms Novelle Hans und Heinz Kirch Fernsehen der DDR 1980, auf DVD Icestorm 2013
- Der Schimmelreiter, Fernsehfilm nach Theodor Storm, Fernsehen der DDR 1984, auf DVD Icestorm 2010
- Immensee, Fernsehfilm nach Theodor Storm, Fernsehen der DDR 1989, DVD, Icestorm 2011

## Preise
- Vaterländischer Verdienstorden in Bronze 1961 zusammen mit Horst Angermüller, Wolfgang Rödel, Anne und Friedrich Schlotterbeck, Inge Müller, Rolf Schneider, Walter Karl Schweickert, Wolfgang Schonendorf, Theodor Popp, Hans Knötzsch und Helmut Hellstorff
- Lessingpreis der DDR 1965.
- Kunstpreis des FDGB 1971 (zusammen mit  Wolfgang Beck) für Das Amulett.
- Hörspielpreis der DDR – Hörspielpreis der Kritiker 1979 für Der Almanach.
- Nationalpreis III. Klasse für Kunst und Literatur 1980.
- Hörspielpreis der DDR – Hörspielpreis der Hörer und Kritiker 1986 für Bienchens Verwandte.
- „Weiße Taube“ – Hauptpreis des III. OIRT-Hörspielfestivals 1986 für Bienchens Verwandte.[22]
- Hörspielpreis der DDR – Hörspielpreis der Hörer 1991 für Augenblickchen II.[23]